# Imipramine
L'imipramine (commercialisé sous le nom Tofranil) est un produit chimique agissant en inhibant la recapture neuronale de monoamines. Ses effets biochimiques, vraisemblablement à l'origine de l'effet thérapeutique, reposent sur une diminution du recaptage présynaptique de la noradrénaline et de la sérotonine, facilitant la transmission synaptique.
Son effet sédatif est en rapport avec la composante histaminergique de la molécule.
Par ailleurs, l’imipramine exerce un effet anticholinergique central et périphérique, à l'origine d'effets indésirables, ainsi que des propriétés adrénolytiques qui peuvent provoquer une hypotension orthostatique. 
Elle fut d'abord synthétisée par les laboratoires Geigy, et ses propriétés d'antidépresseur furent découvertes par Roland Kuhn en 1957. C'est le chef de file de la famille des antidépresseurs tricycliques.
L'imipramine est métabolisée par le cytochrome CYP2D6. Elle a également des propriétés antalgiques.